# Six deniers dits Dardenne
Le six deniers dits Dardenne est une monnaie de cuivre pur frappée sous le règne de Louis XIV et, qui malgré une faible production, est restée célèbre.

## Historique
Le six deniers dits Dardenne est une monnaie française fabriquée à la suite de l'édit du 16 octobre 1709 et de cours légal 6 deniers tournois. Le terme « dardenne » vient du fait que les flancs étaient préparés au château de Dardenne, dans la commune du Revest (Var), près de Toulon, à partir du cuivre de vieux canons de marine réformés de la flotte de Louis XIII. 
Cette monnaie ne fut frappée que dans 3 ateliers, à savoir La Rochelle (340 000 exemplaires), Montpellier (8 218 832 exemplaires) et surtout Aix-en-Provence (22 114 900 exemplaires). Faute de matières premières, la quantité de pièces prévue — 80 millions — n'a jamais été atteinte et, à la suite des refontes ultérieures, la quantité subsistante reste minime. Une frappe qui avait été prévue à Bordeaux et Nantes, ne fut pas réalisée.
Comme toujours dans les affaires de traitances, des abus furent commis comme l'atteste un spécimen du Cabinet des Médailles dont le poids n'est que de 5,78 g, soit nettement en-dessous de la tolérance admise. La production s'arrêta le 30 avril 1712 à Dardenne. 

## Description

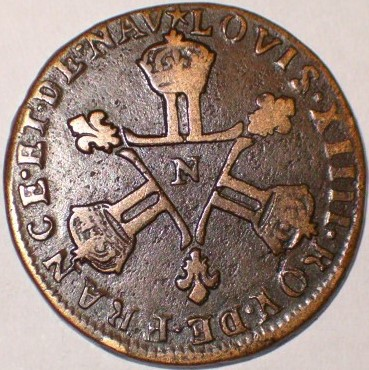
Six deniers dits Dardenne.

Sur l’avers on trouve trois groupes de deux L adossés, chacun sous une couronne, posés en triangle, ainsi que l’inscription  « LOVIS. XIIII. ROY. DE. FRANCE. ET. DE. NAV. ».
Au revers se voit une croix anillée fleurdelisée ainsi que l’inscription « SIX. DENIERS. DE. FRANCE 1710 ».
La pièce, gravée par Norbert Röettiers, est en cuivre pur, d’un poids officiel de 6,118 g. Sa valeur était de 6 deniers, équivalents à 2 liards, c’est-à-dire un quarantième de livre tournois. Elle possède un diamètre variant de 24 à 28 mm et une tranche lisse.